# Hyliote à dos violet
Hyliota violacea
Espèce
Statut de conservation UICN

 LC  : Préoccupation mineure
L'Hyliote à dos violet (Hyliota violacea) est une espèce de passereaux de la famille des Hyliotidae.

## Liste des sous-espèces
Selon BioLib (18 juin 2018) :
- sous-espèce Hyliota violacea nehrkorni Hartlaub, 1892
- sous-espèce Hyliota violacea violacea J. Verreaux & E. Verreaux, 1851

Selon Catalogue of Life (18 juin 2018) :
- sous-espèce Hyliota violacea nehrkorni Hartlaub, 1892
- sous-espèce Hyliota violacea violacea J. Verreaux & E. Verreaux, 1851

Selon la classification de référence du Congrès ornithologique international (version 8.1, 2018) :
- sous-espèce Hyliota violacea nehrkorni Hartlaub, 1892
- sous-espèce Hyliota violacea violacea Verreaux, J & Verreaux, E, 1851